# Peter Nicholas
Peter Nicholas (Newport, 10 novembre 1959) è un ex calciatore e allenatore di calcio gallese, di ruolo centrocampista.

## Palmarès

### Club

#### Competizioni giovanili
- FA Youth Cup: 1

Crystal Palace: 1976-1977

#### Competizioni nazionali
- Second Division: 1

Chelsea: 1988-1989
- Full Members Cup: 1

Chelsea: 1989-1990